# Gamō Ujisato
Gamō Ujisato (蒲生 氏郷?; 1557 – 17 marzo 1595) è stato un daimyō giapponese del periodo Sengoku appartenente al clan Gamō.

## Biografia
Ujisato, conosciuto nella sua infanzia come Tsuruchiyo (鶴 千代?), nacque a Hino, nel distretto di Gamō nella provincia di Ōmi nel 1556. Nel 1568, Oda Nobunaga, che si stava dirigendo a Kyoto, sconfisse il clan Rokkaku, che erano i signori del padre di Tsuruchiyo, Katahide. Dopo la sconfitta del clan Rokkaku, Katahide come ex vassallo influente, promise lealtà a Nobunaga e divenne un servitore del clan Oda. Tuttavia, il prezzo della promessa di Katahide era di lasciare suo figlio come ostaggio, e così Tsuruchiyo fu portato a Gifu, allora quartier generale del clan Oda.
La sagacia di Tsuruchiyo colpì Nobunaga, e presto il giovane ebbe il suo rito per la maggiore età a Gifu, prendendo il nome di Utahide. Nell'estate del 1569 Utahide prese parte alla sua prima campagna durante l'attacco di Nobunaga a Kitabatake Tomomasa nel castello di Kizukuri. Per la sua distinzione durante la battaglia, Nobunaga diede sua figlia Fuyuhime in sposa a Utahide, riferendosi affettuosamente a Utahide come "mio piccolo genero". Allo stesso tempo gli fu permesso di tornare al castello di suo padre a Hino. Sebbene Fuyuhime fosse ancora giovane in quel periodo, si racconta che in seguito divenne una donna straordinariamente bella.
Nel 1570 Utahide partecipò alla battaglia di Anegawa, e più tardi nello stesso anno, si unì al padre nell'assalto al clan Asakura della provincia di Echizen. I due guidarono una forza di 1.000 uomini come avanguardia dell'esercito di Shibata Katsuie. Il numero totale di uomini sotto il comando complessivo di Katsuie in quella battaglia ammontava a 5.000. Di quei 5.000, il numero sotto il comando di Katsuie ammontava a 600, quindi questo potrebbe dare un'impressione dell'importanza della famiglia Gamō. Dopo il tradimento di Azai Nagamasa, Utahide assistette al ritiro di Nobunaga portandolo nel suo castello di Hino e facilitando la sua fuga a Gifu. In riconoscimento di questa prodezza Nobunaga concesse un aumento di stipendio a Utahide e suo padre e li mise sotto gli ordini di Shibata Katsuie. I Gamō si scontrarono contro gli Asakura ancora una volta, nel 1573. Nel 1575 i Gamō, che governavano dal loro castello di Hino, passarono sotto il comando diretto di Nobunaga, servendo da hatamoto. Nel 1577 accettò come suo gaijyn Giovanni Rorutesu, il primo samurai italiano di cui si abbia notizia. A seguito del giuramento di fedeltà, Giovanni cambiò nome in Yamashina Rokurozaemon Katsunari e servì il suo padrone costruendo armi, diventando negli anni suo comandante. Nel 1581 Ujisato partecipò all'assedio di Hijiyama.
Quando Nobunaga fu assassinato nel 1582, Utahide accompagnava il padre che era stato inviato come guardiano del castello di Azuchi. Insieme, i due protessero la moglie e i figli di Nobunaga nel castello di Hino, salvandone la vita. Parteciparono alla battaglia di Yamazaki e nello stesso anno Utahide si sottomise a Hashiba Hideyoshi. L'anno seguente, si unì all'attacco di Hideyoshi a Takigawa Kazumasu, così come alla battaglia di Shizugatake, e ricevette il titolo di Hida no Kami (飛騨守?). In quest'anno nacque figlio Tsuruchiyo (Gamō Hideyuki).
Dopo il suo assedio a Oda Nobukatsu durante la battaglia di Komaki e Nagakute nel 1585, ricevette il feudo di Matsusaka, nella parte meridionale della provincia di Ise (valutato a 120.000 koku, il castello principale di questo feudo era il castello di Matsugashima). Dopo aver preso parte alla conquista e sottomissione della provincia di Kii nel 1585, Utahide prese il nome di "Ujisato". Poco dopo, a causa dell'influenza di Takayama Ukon, ricevette un battesimo cristiano ad Osaka e prese il nome battesimale di Leone.
Nel 1588 fu completata la costruzione del castello di Matsusaka dove si trasferì immediatamente. Ujisato prese parte a tutte le successive campagne di Hideyoshi: la campagna di Kyūshū (1586–1587), l'assedio di Odawara (1590), la pacificazione di Ōshū (province di Mutsu e Dewa) (1590) e le invasioni giapponesi della Corea (1592-1598). Per il suo ruolo nella pacificazione di Ōshū, ricevette un feudo da 420.000 koku con sede al castello di Kurokawa a Aizu. Il castello venne rinominato in castello Wakamatsu, il nome che la città conserva ancora oggi.
In preparazione alle invasioni giapponesi della Corea, Ujisato procedette nel 1592 alla base di Hideyoshi a Nagoya nella provincia di Hizen. Si ammalò lì, tossendo sangue all'inizio del 1593. Da Nagoya, si diresse prima verso Aizu, e poi verso Fushimi, dove la villa della famiglia Gamō era quasi completa. Hideyoshi stesso avrebbe visitato la villa due volte dopo il suo completamento. Ujisato morì prima dei 40 anni, al castello di Fushimi. Sebbene la sua famiglia perdette Aizu subito dopo con il trasferimento di Hideyuki nel feudo di Utsunomiya, i Gamō sarebbero stati rimessi nel feudo di Aizu da Tokugawa Ieyasu.
Essendo morto improvvisamente e giovane qualcuno sospettò che dietro questo avvenimento ci fosse la mano di Hideyoshi.

## Famiglia
- Padre: Gamō Katahide
- Madre: Okiri no Kata
- Moglie: Fuyuhime (1561–1641)
- Figli:
  - Takehime sposò Nanbu Toshinao
  - Sekihime sposò Maeda Toshimasa
  - Gamō Ujitoshi
  - Gamō Hideyuki